# ژرجنه (استان وارمی-ماسوری)
ژرجنه (به لهستانی:  Żerdziny) یک روستا در لهستان است که در گمینا دوبنگنکی واقع شده‌است.